# Kościół Niepokalanego Serca Najświętszej Maryi Panny w Grudziądzu

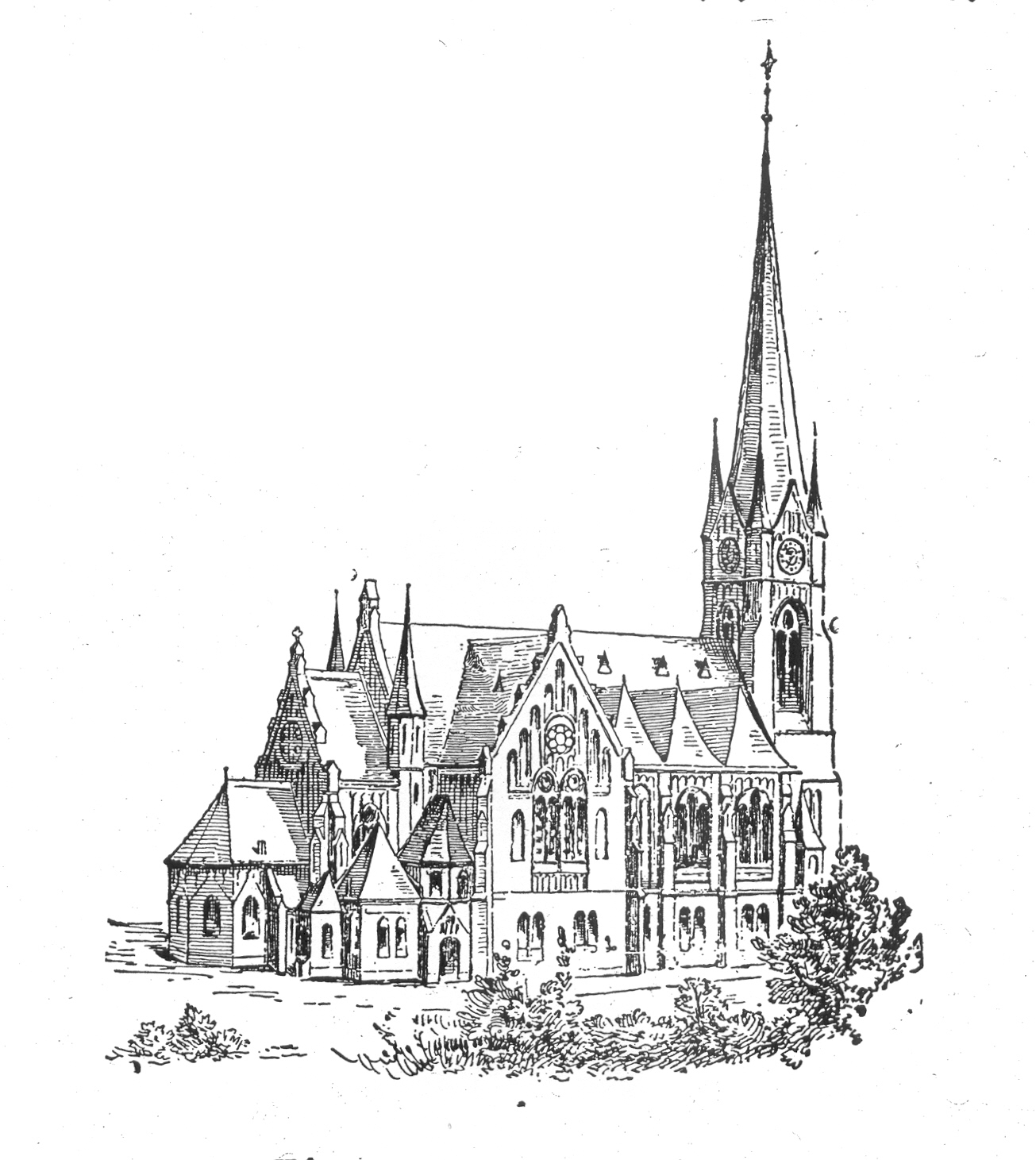
Kościół ewangelicki w Grudziądzu ok. 1900 r. (obecnie kościół Księży Marianów)

Kościół Niepokalanego Serca Najświętszej Maryi Panny w Grudziądzu – zwany także „Młodzieżowym”, dawniej kościół ewangelicki; neogotycka świątynia z lat 1896–1898 przy ul. Adama Mickiewicza 43.

## Historia
Już w 1841 r. kościół ewangelicki na Rynku poświęcony w 1785 r. okazał się zbyt ciasny na potrzeby rozwijającej się miejscowej parafii. Starania o budowę większej świątyni, ponawiane w kolejnych latach, szły dość opornie. Wprawdzie w 1870 r. projekt przedstawił Martini z Torunia, ale dopiero w 1881 r. zakupiono leżące na wschód od Starego Miasta obszerne „tabaczane pole” nad Trynką, przy dzisiejszej ul. Mickiewicza, a sięgające wzdłuż kanału aż do dzisiejszej ul. Kosynierów Gdyńskich. W 1889 r. zbudowano tam budynek I plebanii (proj. Krüger). Plany nowego kościoła na 1600 miejsc siedzących sporządził popularny architekt August Menken z Berlina. Poświęcenie kamienia węgielnego nastąpiło 21 maja 1896, a uroczystość poświęcenia gotowej budowli 20 czerwca 1898. Wkrótce potem obok wzniesiono dalsze domy mieszkalne dla pastorów i pracowników kościelnych, a 28 stycznia 1910 poświęcono Dom Ewangelicki z salą na 600 miejsc (według innych źródeł na 1200), w której odbywały się różnego rodzaju zgromadzenia, koncerty i dodatkowe nabożeństwa świąteczne.
Po odzyskaniu niepodległości w 1920 r. dotychczasowy dom parafialny okazał się za duży i stał się siedzibą amatorskiej Sceny Niemieckiej, nadal też odbywały się w nim koncerty.
W okresie II Rzeczypospolitej kościół należał do gminy ewangelickiej o niemieckim obliczu narodowym znajdującej się w strukturach superintendentury (diecezji) chełmińskiej Ewangelickiego Kościoła Unijnego. W 1937 parafia liczyła 300 wiernych.
19 maja 1923 ks. kapelan Józef Mamica z Poznania odprawił w nim pierwsze nabożeństwo polskie dla ewangelików wojskowych i cywilnych, jednak na kolejne zarząd parafii unijnej już w tym miejscu nie pozwolił. Ostatecznie polski zbór ewangelicko-augsburski w Grudziądzu zorganizował się w 1931 i ks. Jerzy Kahané z Bydgoszczy pierwsze nabożeństwo odprawił 7 kwietnia właśnie w tym kościele, odtąd już życzliwie udostępnianym przez niemiecką parafię i jej duszpasterza ks. Reinholda Dieballa aż do wybuchu II wojny światowej. Ostatnie niemieckie nabożeństwo ewangelickie odprawił pastor Stöhr 22 stycznia 1945.
Podczas walk o miasto kościół został poważnie uszkodzony, a dom parafialny i jedna z plebanii uległy całkowitemu zniszczeniu. 4 czerwca 1945 opuszczona świątynia została przydzielona w użytkowanie rzymskokatolickiej parafii farnej św. Mikołaja, jednak ostatecznie w latach 1947–1958 zajmowała ją parafia polskokatolicka.
Zdewastowana budowla została ponownie przejęta przez Kościół rzymskokatolicki i 7 sierpnia 1958 objęta w posiadanie przez zgromadzenie księży marianów, którzy zajęli się odbudową i w 1962 r. modernizacją wnętrza (według projektu J. Jędrzejewskiego). W 1969 r. zmodernizowano prezbiterium (inż. Szymański z Warszawy), potem prowadzono kolejne prace. W latach 1985–1987 wzniesiono nowy dom parafialny i zakonny. Początkowo był to kościół tzw. młodzieżowy, od 1 lipca 1971 istnieje parafia, nadal prowadzona przez marianów. Przy parafii ma siedzibę Klub Inteligencji Katolickiej, w kościele organizowane są koncerty, ponadto odbywa się tu doroczny Przegląd Pieśni i Piosenki Chrześcijańskiej „Mariosong”.

## Architektura
Kościół jest budowlą ceglaną, neogotycką, wzniesioną na osi północ-południe. Wnętrze jest trójnawowe, z transeptem i płytkim prostokątnym prezbiterium. Potężna (67 m wysokości) wieża w fasadzie do 1945 r. była zwieńczona strzelistym hełmem, po wojnie nie odbudowanym, co jest dużą stratą nie tylko dla bryły świątyni, ale i dla panoramy Grudziądza, w której stała się ważnym akcentem wertykalnym i jednym z symboli miasta. Transept i prezbiterium otrzymały trójkątne szczyty ozdobione blendami i sterczynami. Nad nawą główną i transeptem wznosi się dach dwuspadowy, nad nawami bocznymi poprzeczne daszki trójpołaciowe, osobne dla każdego z przęseł. Malownicze jest rozwiązanie partii prezbiterialnej, gdzie w addycyjny sposób zestawiono narastające bryły zakrystii i innych pomieszczeń pomocniczych, ośmiobocznych wieżyczek schodowych, krytych zróżnicowanymi dachami.
Neogotycka szata budowli jest typowa dla berlińskiej szkoły architektonicznej schyłku XIX w. i w żaden sposób nie nawiązuje do specyfiki gotyckiego budownictwa regionu (por. np. kościół poewangelicki tego samego autorstwa w Obornikach Wielkopolskich). Elewacje boczne są oszkarpowane, wnętrze oświetlają ostrołukowe okna. Halowe trójnawe wnętrze zostało rozdzielone żeliwnymi filarami, wspierającymi drewniany strop. Przestrzeń naw bocznych pierwotnie wypełniały drewniane empory. Prezbiterium połączone jest z nawą profilowanym łukiem. Po wojnie empory usunięto, a filary obudowano. Jasno tynkowane wnętrze nabrało w ten sposób odmiennego wyrazu, nawiązującego do neogotyku angielskiego. Małe okna, dawniej oświetlające przestrzeń pod emporami, zostały zamurowane. Murowany chór muzyczny zbudowano w latach 70.

## Wyposażenie wnętrza

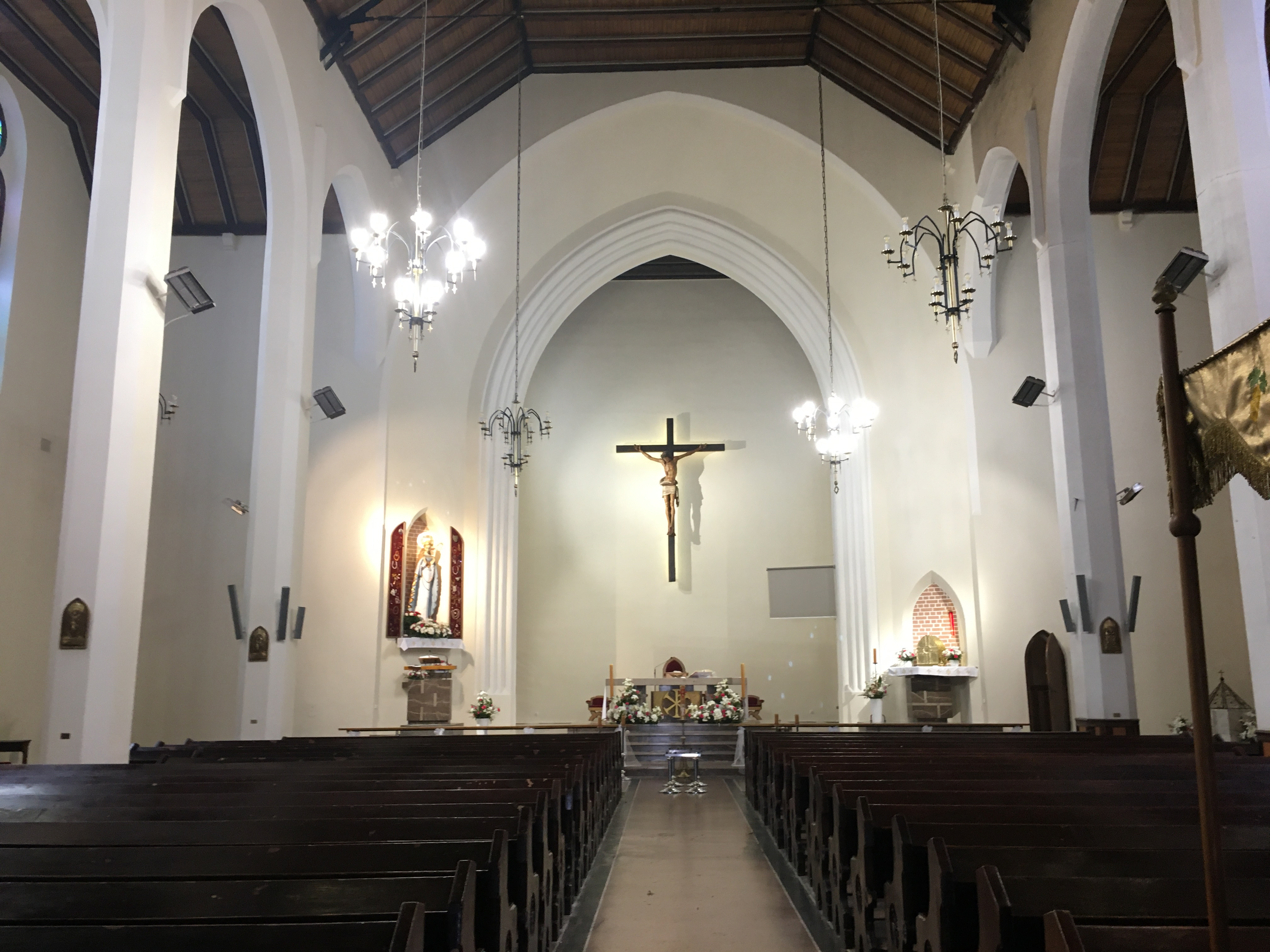
Wnętrze świątyni

Właściwie nic nie przetrwało z kosztownego i efektownego wystroju wnętrza z czasów budowy. Były to witraże i malowidła ścienne, rzeźbiony ołtarz z porfirowymi kolumnami, ambona i wielkie organy (dzieło firmy Gebr. Dinse). Nad ołtarzem scenę Ostatniej Wieczerzy namalował Karl Busch z fundacji Gustava Roethego, byłego wydawcy popularnej miejscowej gazety niemieckiej Der Gesellige.
Ze współczesnego wyposażenia wyróżnia się wielki krucyfiks w prezbiterium oraz figura Niepokalanego Serca i stacje Drogi Krzyżowej dłuta Zofii Trzcińskiej-Kamińskiej. 30-głosowe organy elektroniczne zostały zakupione w Niemczech w 1969 r.